# Mor Dagor
Mor Dagor ist eine 1996 gegründete Death-Metal-Band aus Essen.
Der Name entstammt der von J. R. R. Tolkien erschaffenen fiktionalen Sprache Sindarin und bedeutet so viel wie Dunkle Schlacht.
In ihrer Frühphase ist die Band vor allem dem Black Metal zuzuordnen, entwickelte sich im Laufe der Bandgeschichte allerdings zunehmend in Richtung des Death Metal.

## Geschichte
Mor Dagor wurde 1996 von Schlagzeuger Torturer, Sänger Grond und Gitarrist T. in Essen gegründet. Nach zwei Jahren verließen sowohl Grond als auch T. die Band und wurden durch Beast und Pestilence ersetzt. In dieser Besetzung wurde die Mini-CD Bloodstream eingespielt.
Zusammen mit dem aus Belgien stammenden Bassisten Lord Ashtaroth bestritt die Band diverse Live-Auftritte, bis im Dezember 2001 das erste Studio-Album Human Execution veröffentlicht wurde. Das Album wurde ebenso wie der Vorgänger Bloodstream im Essener CKB-Studio aufgenommen.
Trotz des zu dieser Zeit erfolgten Eintritts Torturers in die österreichische Death-Metal-Band Belphegor folgte 2003 zusammen mit Cirith Gorgor und Asmodeus eine ausgedehnte Europa-Tournee. 2004 trennte sich Lord Ashtaroth von der Band, welche zu diesem Zeitpunkt mit der Arbeit am Nachfolger zu Human Execution beschäftigt war. Noch im selben Jahr erfolgten die Aufnahmen zum zweiten Album Necropedophilia, welches neben einer Neuauflage von Human Execution über Twilight Distribution veröffentlicht wurde.
Im darauf folgenden Jahr erschien über Ketzer Records eine Split-EP zusammen mit Cirith Gorgor. Zu dieser Zeit verließ Beast die Band.
Im Jahr 2006 wurde die Band durch Schmied und Impaler vervollständigt und begann mit den Arbeiten an Mk. IV, welches von Andy Classen in dessen Stage One Studio aufgenommen und produziert wurde. Veröffentlicht wurde das Album am 17. Juli 2009. Zu dieser Zeit verließ Pestilence die Band und wurde erst ein Jahr später durch Lykanthrop ersetzt. Im Oktober 2011 begann zusammen mit Dawn of Fate die Raid on Mankind Tour.
2012 war die Band am Kings of Black Metal Festival in Alsfeld zu sehen.
Nachdem 2013 einzelne Shows absolviert wurden, kündigte die Band über ihre offizielle Homepage ein Nachfolgewerk zu Mk. IV an, welches im Dezember 2013 erneut in den Stage One Studios von Andy Classen aufgenommen und produziert werden soll.

## Stil
Auf frühen Veröffentlichungen spielt die Band einen zwar roh produzierten, dennoch technisch anspruchsvollen Black Metal. Dieser wich mit kommenden Veröffentlichungen zunehmend Death-Metal-Elementen, welche sich in erster Linie durch erhöhte Tempi sowie komplexere Liedstrukturen bemerkbar machen. Das Online-Magazin Metal1 wertet das aktuelle Album der Band Mk. IV als „Husarenstück“, mit welchem es der Band gelinge, „in einem für Monotonie und Stupidität vorverurteilten Genre wie War Black Metal vielseitig zu agieren […] ohne dabei an Brutalität einzubüßen“.
Allgemein ist der Klang durch das treibende Schlagzeugspiel Torturers geprägt, welches sich vor allem durch schnelle Blastbeat- und Double-Bass-Techniken auszeichnet. Laut Schmied beziehen sich die Texte „auf Krieg, respektive den Kampf von Mensch und Religionen“.

## Diskografie

### Alben
- 2000: Bloodstream (CD; Eigenvertrieb)
- 2001: Human Execution (CD/CDR; Twilight)
- 2004: Necropedophilia (CD/LP; Twilight) LP-Veröffentlichung via Obscure Abhorrence Productions. 2006.
- 2009: Mk. IV (CD; ARTicaz)
- 2015: Redeemer (CD/LP; Osmose Productions)

### Splits
- 2005: Demonic Incarnation / Memento Mori mit Cirith Gorgor (7"; Ketzer Records)